# Aroa (erebídeos)
Aroa (Arctiidae) é um gênero de traça pertencente à família Arctiidae.